# Grand Cayman

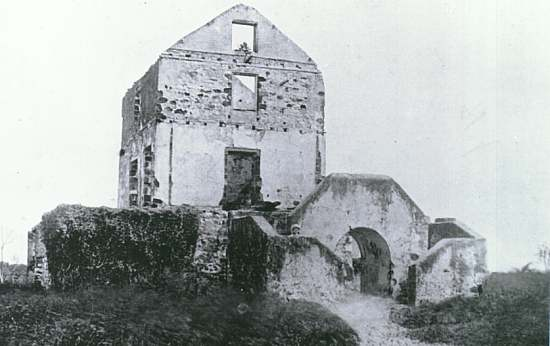
Pedro St. James House

Grand Cayman is het grootste van de drie Kaaimaneilanden in de Caribische Zee. Op het 197 km² grote eiland ligt ook de hoofdstad George Town. Grand Cayman is opgedeeld in districten.

## Geografie
Het hoogste punt van het uit ijzerhoudende gesteente bestaande eiland bedraagt 24 meter boven zeeniveau. Omdat er geen zoetwaterbronnen en andere oppervlaktewateren (zoals meren en rivieren) op het eiland zijn, kan er alleen ontzilt of opgeslagen water worden gedronken. Door de rivieren aan de kust is het zeewater rond het eiland zeer helder.
Tussen 11 en 12 september 2004 werd Grand Cayman getroffen door orkaan Ivan. Met een sterkte van categorie 5 trok de orkaan op 30 km afstand langs het eiland. Hoewel er weinig gewonden zijn gevallen, werd 80% van de gebouwen op Grand Cayman (zwaar) beschadigd. Het was de zwaarste orkaan in 86 jaar.
Het oostelijke deel van het eiland is minder ontwikkeld dan het westelijke deel waar George Town en het vliegveld Owen Roberts International Airport liggen. Fastfoodrestaurants, nachtclubs en resorts bevinden zich aan deze kant van het eiland. Aan de andere kant zijn de meer gespecialiseerde restaurants te vinden.

## Toerisme
50% van de economie van Grand Cayman bestaat uit de inkomsten die voortkomen uit het toerisme. Op het eiland zijn veel toeristische attracties, waaronder de Seven Mile Beach. Grand Cayman is bekend om het duiken en snorkelen. Rond het eiland liggen een aantal riffen, waarvan sommige vanaf de kust zwemmend bereikt kunnen worden.
In het district West Bay is Boatswain's Beach gevestigd. Boatswain's Beach is een zogenoemde turtle farm waar onder andere schildpadden, hagedissen en kaaimannen te zien zijn. Ook zijn er op dit deel van het eiland groepen kalksteen te zien, door de inwoners Hell genoemd.
Stingray City ligt even ten noorden van het noordelijkste uiteinde van Grand Cayman, en is te bereiken met een boot. Stingray City bestaat uit een aantal zandbanken waar bezoekers pijlstaartroggen van dichtbij kunnen zien en voeden.
In het zuidelijke district ligt Bodden Town, de plek waar het historische huis van Pedro St. James staat. Deze plek wordt gezien als de geboorteplek van de democratie op de Kaaimaneilanden. Bodden Town was de oorspronkelijke hoofdplaats van het eiland; het huis is het oudst bestaande gebouw van de Kaaimaneilanden.

## Grand Cayman in fictie
Grand Cayman komt voor in verschillende fictie waaronder het boek The Firm van John Grisham en de gelijknamige film. Recenter kwam Grand Cayman voor in de film Haven van Cayman-regisseur Frank E. Flowers.